# サンタフェ研究所
サンタフェ研究所（サンタフェけんきゅうじょ、Santa Fe Institute、SFI）は、1984年、アメリカ合衆国ニューメキシコ州サンタフェに設立された非営利組織。
ロスアラモス国立研究所のジョージ・コーワンの構想に基づき、ノーベル賞受賞者のマレー・ゲルマン、フィリップ・アンダーソン（物理学）、ケネス・アロー（経済学）らが賛同して設立された。複雑系（複雑適応系）研究のメッカ。

## サンタフェ研究所の科学者
- ブライアン・アーサー (W. Brian Arthur、経済学)
- パー・バク (Per Bak、理論物理学、自己組織化)
- ジョン・キャスティ (John L. Casti)
- ジム・クラッチフィールド (James P. Crutchfield、非線形物理学)
- ジェームズ・ファーマー (J. Doyne Farmer、物理学、カオス理論)
- ジェシカ・フラック (Jessica Flack)
- ウォルター・フォンタナ (Walter Fontana)
- マレー・ゲルマン (Murray Gell-Mann、素粒子物理学)
- ジョン・H・ホランド (John H. Holland、心理学、電気工学、コンピュータ科学、遺伝的アルゴリズム)
- スチュアート・カウフマン (Stuart Kauffman、理論生物学、複雑系)
- デイヴィッド・クラカウアー (David Krakauer、進化生物学)
- クリストファー・ラングトン (Christopher Langton、コンピュータ科学、人工生命)
- ブライアン・グッドウィン (Brian Goodwin、数学、理論生物学、形態形成と進化)
- ロバート・メイ (Robert May、理論物理学、理論生態学、生物多様性)
- ジョン・ミラー (John H. Miller)
- メラニー・ミッチェル (Melanie Mitchell、遺伝的アルゴリズム 、セル・オートマトン)
- マーク・ニューマン (Mark Newman)
- リカール・ソレー (Ricard V. Solé、複雑系科学)
- ダンカン・ワッツ (Duncan J. Watts、社会学、スモール・ワールド現象)
- ダグラス・ホワイト (Douglas R. White、社会人類学、社会学、社会的ネットワーク)

## 関連図書
- 『複雑系』 M.ミッチェル ワールドロップ(著) 新潮社; ISBN 4102177213; (2000/05)
- 『ガイドツアー　複雑系の世界―サンタフェ研究所講義ノートから』 メラニー・ミッチェル(著) 紀伊國屋書店; ISBN 978-4-314-01089-4; (2011/11)